# 3Xtrim

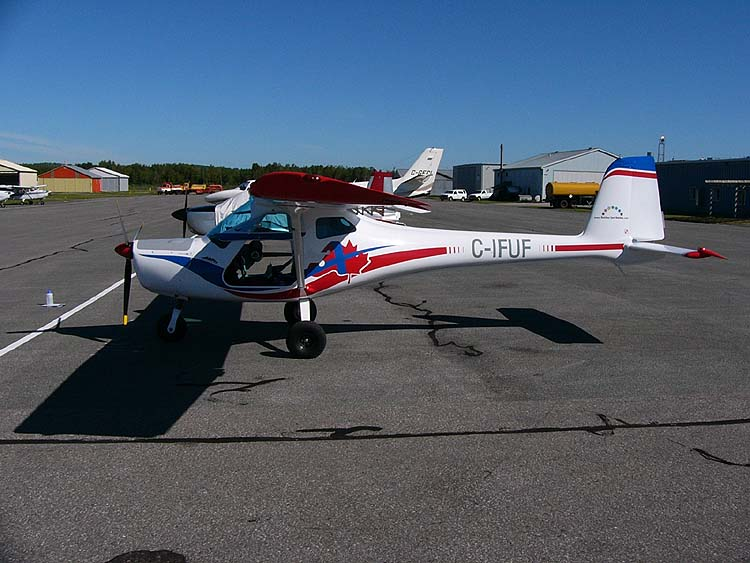
3Xtrim 3X55 Trainer (2006)

De 3Xtrim is een klein vliegtuigje voor verschillende doeleinden, geproduceerd in Polen door 3Xtrim Aircraft Factory. Het is een twee-zits hoogdekker met een vast driewielig onderstel. Hij is verkrijgbaar als gebouwd vliegtuig of als bouwpakket. 
De 3Xtrim wordt gebouwd in drie versies: de 450 Ultra, 495 Ultra+ en de 550 Trener. De 450 en 495 zijn licht genoeg om gekwalificeerd te worden als ultralight in sommige delen van de wereld. Hoewel het lijkt alsof de naam #Xtrim een andere manier van spellen is voor 'extreme', betekent het eigenlijk getrimd langs alle drie de assen. 
Krzysztof Wieczorek won de 16e FAI World Precision Flying Championship in 2004 en werd derde in de veertiende editie van 2004. In de zeventiende editie van 2006 pakte 3Xtrim de eerste en de derde plaats.

## Specificaties
- Bemanning: 1
- Capaciteit: 1 passagier
- Lengte: 6,87 m
- Spanwijdte: 10,03 m
- Hoogte: 2,40 m
- Vleugeloppervlak: 12,6 m²
- Leeggewicht: 325 kg
- Beladen gewicht:
- Max takeoff gewicht: 550 kg
- Max snelheid: 216 km/h
- Bereik: 750 km
- Plafond:
- Motoren: 1× Rotax 912, 75 kW (100 pk)